# Zvon z roku 1835 (Chlum (Hlinsko), zvonice)
Nesignovaný zvon z r. 1835 ze zvonice u kostela sv. Petra a Pavla v Chlumu v Hlinsku nesl reliéf sv. Pavla s nápisem: S. PAULUS, na protější straně reliéf sv. Petra s klíči s nápisem S. PETRUS a nápis: Unter der Regierung Sr. Hochwürden / des Her. Her. Bischofes Karl Hanl gegossen in Prag 1835.